# Montauban-de-Picardie
Montauban-de-Picardie – miejscowość i gmina we Francji, w regionie Hauts-de-France, w departamencie Somma.
Według danych na rok 2011 gminę zamieszkiwało 227 osób, a gęstość zaludnienia wynosiła 30 osoby/km² (wśród 2293 gmin Pikardii Montauban-de-Picardie plasuje się na 811. miejscu pod względem liczby ludności, natomiast pod względem powierzchni na miejscu 626.).